# Pelota purépecha

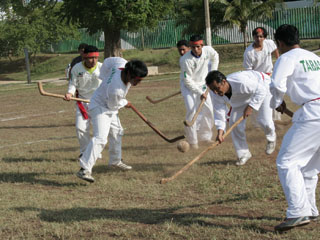
Juego de pelota purépecha.

El juego de pelota purépecha, cuyo nombre en idioma purépecha es Uárukua Chanakua o pasarutakua, es el deporte que le ha abierto la puerta al mundo a otras diversiones autóctonas y tradicionales, como la elaboración de papalotes y los juegos de destreza mental además de ser una de las tradiciones mexicanas más antiguas.
Con un simbolismo profundo y mágico, el juego de pelota purépecha conmemoraba el nacimiento del sol y a la vez, fue creado con la intención de lograr el equilibrio del cosmos y de la tierra de los dioses
Conocido también como uarhukua chanakua o pasarutakua, el juego de pelota purépecha es una tradición que data desde hace más de 3.500 años, donde lo mítico y lo simbólico se anteponían a lo que pudiera considerarse una simple actividad social y recreativa.
Así, y de acuerdo a la leyenda, esta actividad que se jugaba frecuentemente con una pelota de trapo llamada zapandukua, fue creada cuando el nacimiento del planeta Marte desencadenó catástrofes naturales contra la tierra; sin embargo, cuando se ejecutaba con la pelota encendida, simbolizaba el paso del sol por la esfera celeste o la lucha entre las tinieblas de la noche y la luz del día.
Uno de los pocos documentos dejados por los tarascos, revela que dos de sus dioses tuvieron un enfrentamiento durante un juego de pelota. Otras fuentes históricas indican la posibilidad de que estos juegos fueran una especie de entretenimiento, donde se aplicaba la violencia física, sirviendo como una forma de preparación para los guerreros.
Esta práctica de la cultura purépecha, se ha difundido de generación en generación, desde la época precolombina hasta nuestros días.

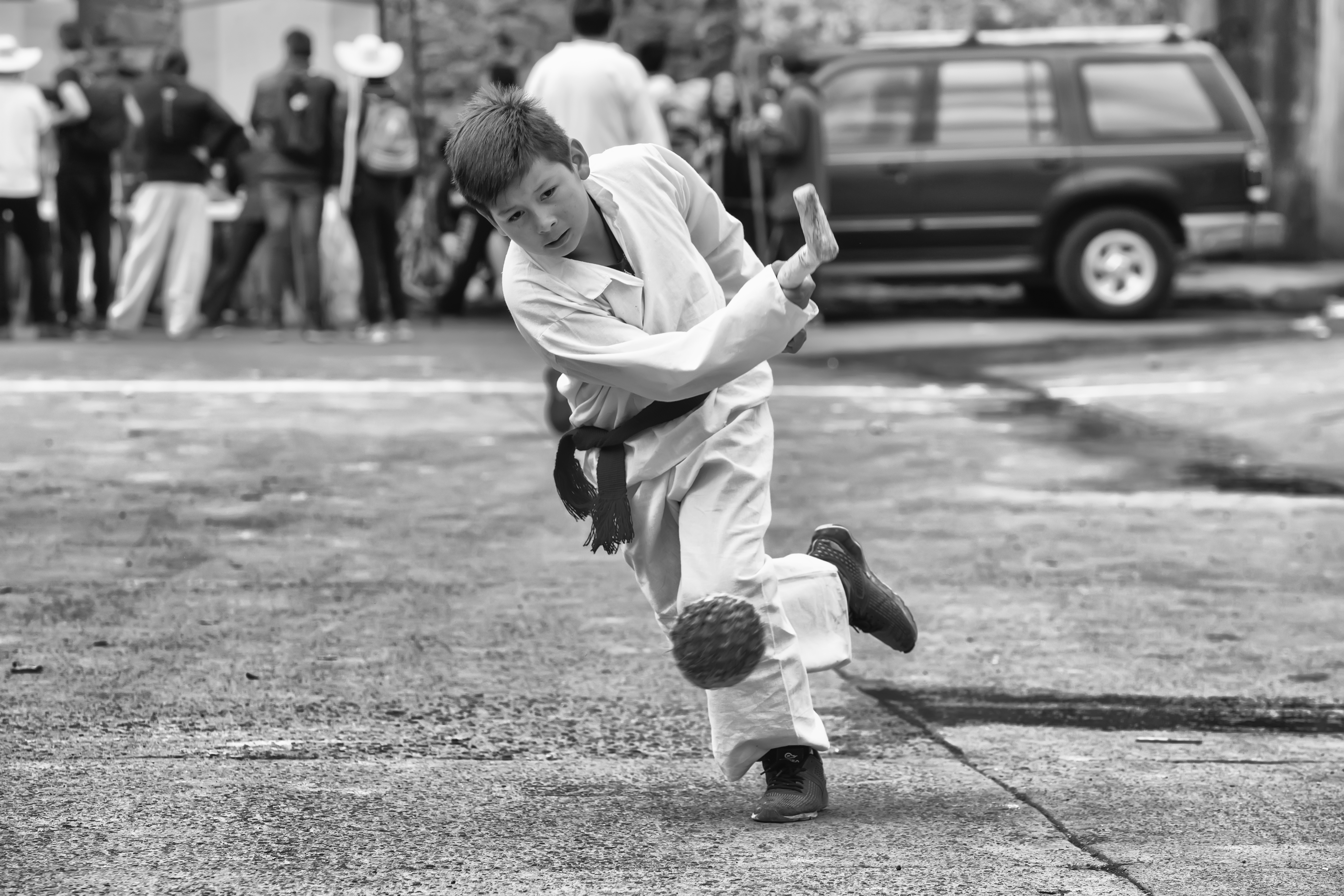
Juego de Pelota En Michoacán. Uárukua Ch'anakua o pasarutakua

La pelota purépecha se juega en una cancha que mide 120 metros de largo por 8 metros de ancho, donde cada equipo está compuesto por seis jugadores que portan un bastón de madera en forma de L.
Antes de comenzar, se colocan dos jugadores de cada equipo en el centro de la cancha, golpeando tres veces sus bastones entre sí, para lanzar la pelota, elaborada con tiras de algodón y atada con mecate, que según el caso, puede ser previamente impregnada de combustible y encendida.
Durante el partido, los jugadores intentarán hacer llegar la bola a la meta contraria para producir una anotación. Así, como toda actividad deportiva, se desarrolla con la mediación de árbitros que supervisan las faltas cometidas, tales como una agresión a otro jugador, tocar la pelota con la mano o golpearla con los pies.
Esta actividad se expandió por toda Mesoamérica, e incluso llegó hasta la región andina, además, teniendo varias modalidades, actualmente en México es practicada por cientos de personas.
De esta manera, el juego de pelota purépecha es un deporte autóctono que está incluido en las olimpíadas nacionales mexicanas, y puede catalogarse como una huella cultural dejada por esta civilización prehispánica.

## Origen
Los antecedentes del juego de la pelota purépecha se remontan a los orígenes de los primeros pobladores de lo que ahora es Michoacán, siglos después de Cristo.
Cuenta una leyenda en México, que cuando renació Marte, la quinta estrella, desencadenó catástrofes naturales en contra de la Tierra, el pueblo purépecha inventó el juego de pelota como un remedio para nivelar el cosmos.
Esta práctica recibe varios nombres de acuerdo a la modalidad y la zona donde se practica. La modalidad más popular es el juego con pelota de trapo, que se conoce como uárhukua o Pasiri a kuri. 
La tala de los bosques durante ese tiempo ha modificado los materiales con los que se construían las pelotas. Sin embargo, el juego de pelota purépecha se resiste a desaparecer.
Se le conoce de acuerdo a la comunidad en que se practica, como Uárhukua, Uárhukukua, Papandu akukua o Pasiri a kuri. Es la modalidad más difundida en la región purépecha. De acuerdo con datos de la Federación Mexicana de Juegos y Deportes Autóctonos y Tradicionales, los vestigios de este juego, que se práctica actualmente por unas 800 personas en todo México, datan de unos 3500 años. 
Particularmente interesante es que la pelota purépecha tiene una lejana liga con los antiguos guerreros. Tarascos. De hecho, puede decirse que es una huella cultural de la antigüedad.

## Especificaciones e implementos

### Cancha

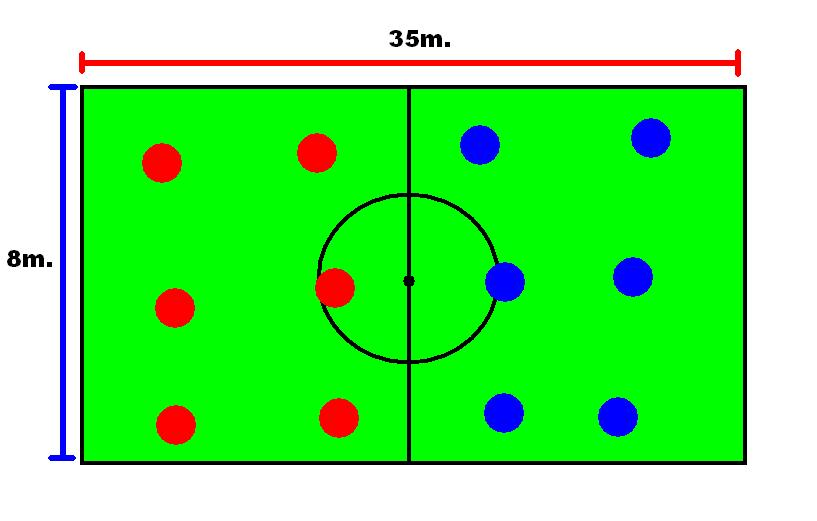
Cancha de pelota purépecha.

El deporte se juega en una cancha que mide de 150 a 200 metros de largo y de 8 a 10 metros de ancho y cada equipo está integrado por cinco o más jugadores que portan una especie de bastón. En la mayoría de los lugares donde se practica, no existe una cancha especial para el juego, sino que se practica en las calles que rodean las plazas; ya sea en una sola o en todas sus calles aledañas.

### Superficie
No existe una superficie única sobre la que se desarrolle este deporte. Dependiendo de la comunidad donde se practique, las superficies puede ser de pasto, tierra, adoquín, concreto o pavimento. En la Universidad de Cornell en los Estados Unidos de América, jugadores latinos han jugado la modalidad sobre nieve y sobre duela.

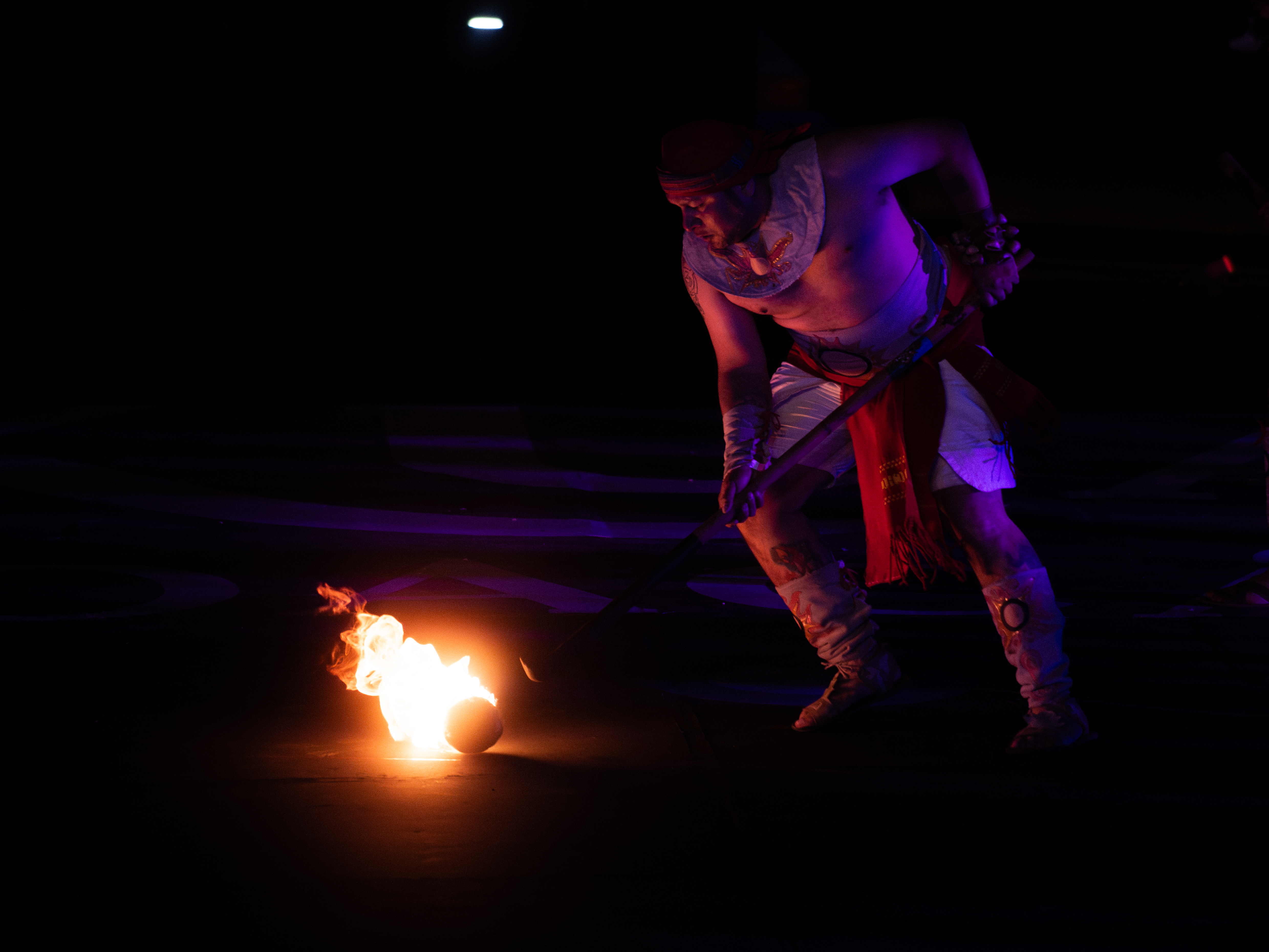
La zapandukua encendida

### Bastón
Cada jugador debe tener su bastón. Este debe tener la forma de una “L”, estar hecho de madera, debe ser grande y resistente para que no se quiebre al golpear la pelota.

### Pelota
La zapandukua es una pelota de alrededor de 15 cm de diámetro, elaborada con tiras de algodón y atada con un mecate o lazo de henequén. Algunas veces se empapa de combustible y se le prende fuego.

## Desarrollo del juego
Cada equipo designa un capitán que elige y controla el juego. La duración del mismo la determinan los capitanes antes de comenzar. Puede ser con base en un número de anotaciones o en un tiempo delimitado.
Antes de comenzar, se colocan en el centro de la cancha dos jugadores, uno de cada equipo. Posteriormente golpean tres veces sus bastones entre sí, para luego lanzar la zapandukua, misma que se empapa en combustible y se le enciende fuego.
Durante el partido, los jugadores intentan hacer llegar la pelota a la meta contraria. La anotación se produce cuando la pelota cruza la línea de meta del otro equipo.
El juego se desarrolla con la mediación de los jueces que miden los tiempos, fingen como árbitros y vigilan que el partido transcurra en forma adecuada, si alguien comete una falta el juez lo remedia.

### Objetivo
El objetivo del juego es llevar la pelota a la meta del campo contrario golpeándola con el bastón lo cual se llama Jatsíraku (anotación).

### Faltas
Las faltas se cometen cuando se agrede a un jugador y cuando se toca la pelota con la mano o se golpea con los pies. En las faltas, la pelota se declara muerta y la pone en juego un integrante del equipo que no la cometió.
Los jueces o árbitros deberán sancionar las siguientes faltas:
- Levantar la uarhukua más arriba de la cintura; al golpear la pelota y después del golpe, pero sí se puede levantar cuando la pelota este en el aire y el jugador se encuentra solo.
- Patear o pisar la pelota.
- Detener o cubrir intencionalmente la pelota con el cuerpo.
- Hacer caer intencionalmente a otro jugador.
- Empujar a otro jugador con el cuerpo o alguna extremidad.
- Emplear un lenguaje inapropiado u ofensivo.
- Lanzar intencionalmente la uarhukua.
- Llegar por la espalda del jugador que trae la bola.
- Detener el bastón del contrario.
- Patear al otro jugador.

### Torneos
Durante el año se organizan varios torneos regionales en varias comunidades del estado de Michoacán. Los equipos que participan de manera constante proceden de Tiríndaro, Morelia, Uruapan, Calzontzin, Paracho, entre otros. En ocasiones se cuenta con la participación de equipos representativos de otros estados: Distrito Federal (El equipo está conformado por varios estudiantes de diversas escuelas), Puebla (Benemérita Universidad Autónoma De Puebla), Nuevo León (Universidad Autónoma De Nuevo León y Tecnológico De Monterrey), Tlaxcala (Universidad Autónoma de Tlaxcala) e Ixtlan (Universidad de la Sierra de Juárez).